# شهرستان ویکولوفسکی
شهرستان ویکولوفسکی (به لاتین: Vikulovsky District) یک شهرستان در روسیه است که در استان تیومن واقع شده‌است.